# Porto fluviale di Zaporižžja
Il porto fluviale di Zaporižžja (in ucraino Запорізький річковий порт?; in russo Запорожский речной порт?, Zaporožskij rečnoj port) è il porto costruito sul fiume Dnepr a Zaporižžja in Ucraina.

## Storia

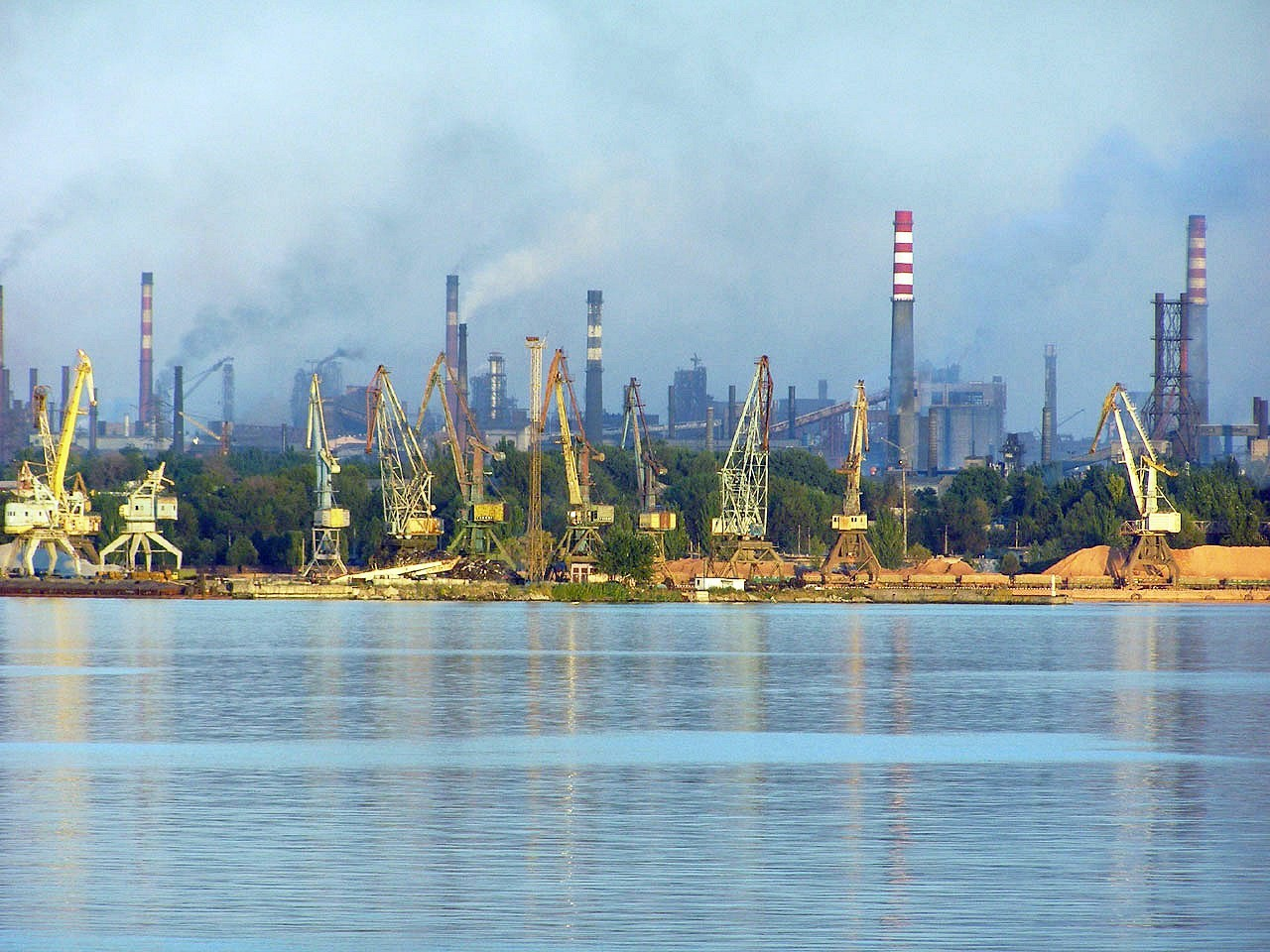
Area portuale ed industriale di Zaporižžja in un'immagine del 2007

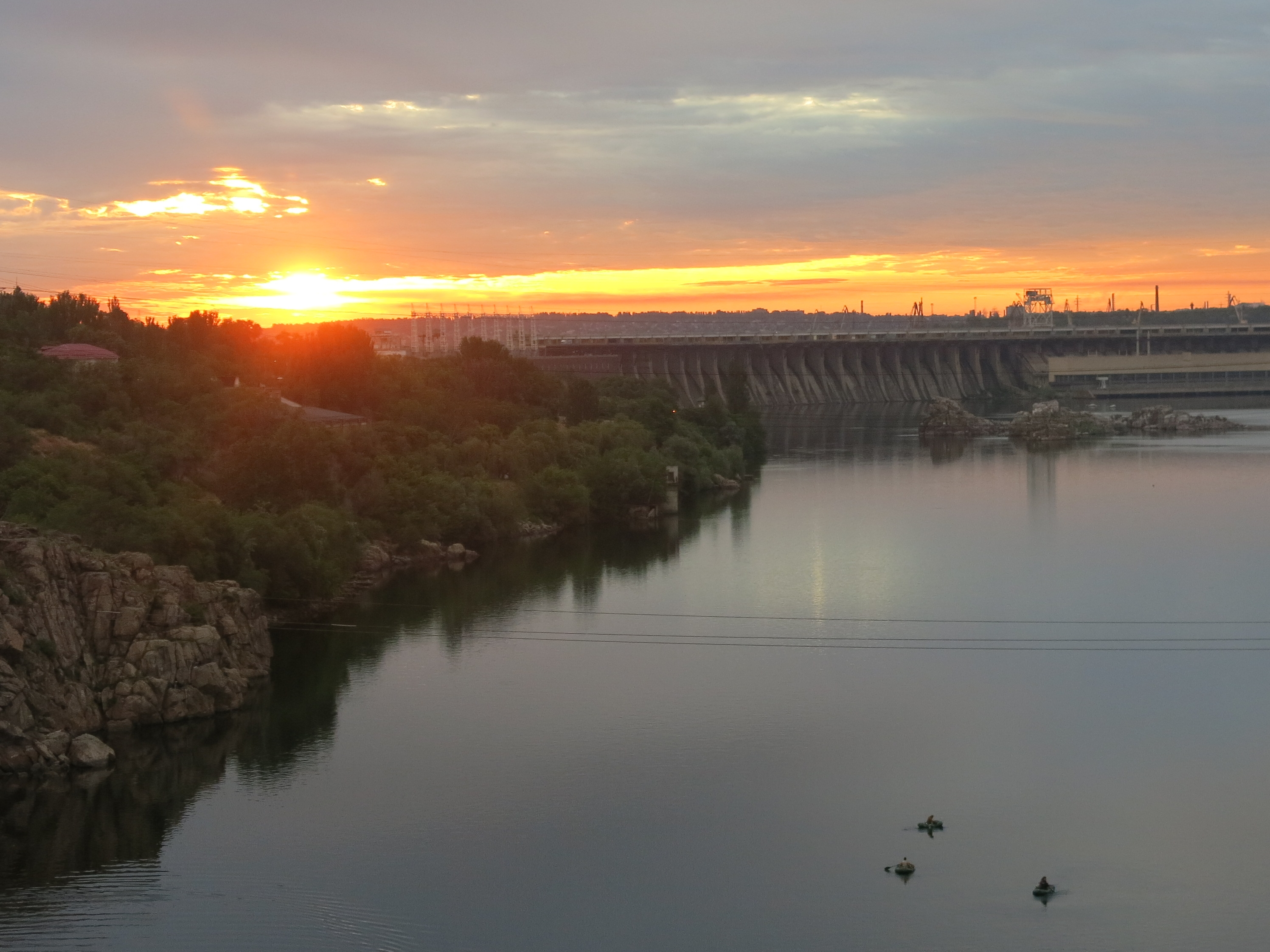
Grande diga sul fiume Dnepr poco a monte del porto

Il porto di Zaporižžja è stato realizzato dopo l'entrata in servizio della centrale idroelettrica del Dnepr nel 1932, il 28 maggio 1934. All'inizio fu subito di importanza enorme per il traffico merci e accrebbe in fretta le sue potenzialità sino allo scoppio della seconda guerra mondiale, quando subì enormi danni e distruzioni. La ripresa delle attività si ebbe solo nel secondo dopoguerra, in particolare dagli anni sessanta e poi dopo il crollo dell'Unione Sovietica del 1991.

## Infrastruttura portuale
Le strutture portuali di Zaporižžja sono in grado di operare scambi merci per circa 6 000 000 di tonnellate all'anno e possono accogliere navi lunghe sino a 180 metri con un pescaggio sino a 4 metri. Occupano quasi 40 ettari e sono attrezzate con 13 ormeggi operativi per nove mesi all'anno (non durante l'inverno). Le merci sono per lo più minerali ferrosi e leghe in ferro, coke, carbone, bauxite, fertilizzanti, argilla e sabbia.
Dalle banchine del porto partono anche tour turistici sul fiume.